# Рокуэлл, Джон
Джон Рокуэлл (англ. John Rockwell; род. 1940, Вашингтон) — американский музыкальный критик и журналист.
Учился в Академии Филлипса и в Мюнхенском университете, защитил в Калифорнийском университете в Беркли диссертацию по немецкой литературе. Работал как журналист в газетах Oakland Tribune и Los Angeles Times.
В 1972—2006 гг. (с перерывом в 1994—1998 гг.) обозреватель газеты New York Times по вопросам музыки (сперва академической, затем поп-музыки) и танца; в 1998—2004 гг. также редактор воскресного приложения «Arts and Leisure». Избранные статьи Рокуэлла вошли в сборник «Посторонний: Джон Рокуэлл об искусстве» (англ. Outsider: John Rockwell on the Arts; 2006). Опубликовал также обзорное сочинение «Вся американская музыка: композиция в конце XX века» (англ. All American Music: Composition of the late 20th Century; 1983) и книгу о Фрэнке Синатре (англ. Sinatra: An American Classic; 1984).
1. ↑  Library of Congress Authorities (англ.) — Library of Congress.